# Sommer-Paralympics 2008/Teilnehmer (Australien)
| stlisierte Goldmedaille | stlisierte Silbermedaille | stlisierte Bronzemedaille |
| ----------------------- | ------------------------- | ------------------------- |
| 23                      | 29                        | 27                        |

Australien nahm mit 168 Sportlern an den Sommer-Paralympics 2008 im chinesischen Peking teil. Damit schickten nur fünf Länder mehr Athleten zu den Paralympics als Australien. Fahnenträger bei der Eröffnungsfeier war der Leichtathlet Russell Short. Erfolgreichster Athlet der australischen Mannschaft war der Schwimmer Matthew Cowdrey mit fünf Gold- und drei Silbermedaillen. In der Nationenwertung belegten sie mit 23 Goldmedaillen den 5. Platz, mit der Gesamtzahl von 79 gewonnenen Medaillen sogar den vierten.

## Medaillen

### Medaillenspiegel
| Medaillenspiegel Australien |                            |                              |                           |                           |        |
| Platz                       | Sportart                   | Goldmedaille – Olympiasieger | Silbermedaille – 2. Platz | Bronzemedaille – 3. Platz | Gesamt |
| 1                           | Leichtathletik             | 10                           | 9                         | 7                         | 26     |
| 2                           | Schwimmen                  | 9                            | 11                        | 9                         | 29     |
| 3                           | Radsport                   | 3                            | 5                         | 7                         | 15     |
| 4                           | Rollstuhlbasketball        | 1                            | -                         | 1                         | 2      |
| 5                           | Segeln                     | -                            | 1                         | 1                         | 2      |
| 6                           | Powerlifting (Bankdrücken) | -                            | 1                         | -                         | 1      |
| 6                           | Rollstuhlrugby             | -                            | 1                         | -                         | 1      |
| 6                           | Rudern                     | -                            | 1                         | -                         | 1      |
| 9                           | Reiten                     | -                            | -                         | 2                         | 2      |
| Total                       | Total                      | 23                           | 29                        | 27                        | 79     |

## Teilnehmer nach Sportarten

### Judo
Männer
- Anthony Clarke

### Leichtathletik
Frauen
- Angie Ballard *
- Carlee Beattie
- Jenni Bryce
- Gemma Buchholz
- Kelly Cartwright
- Christie Dawes *
- Madison de Rosario *
- Louise Ellery
- Amanda Fraser, 1×   (Diskuswerfen, Klasse F37/38)
- Jessica Gallagher
- Courtney Harbeck
- Madelaine Hogan, 1×  (Speerwerfen, Klasse F42-46)
- Lisa McIntosh, 2×  (100 Meter, 200 Meter; Klasse T37)
- Kirrilee McPherson
- Brydee Moore
- Jemima Moore *
- Katy Parrish
- Kath Proudfoot, 1×  (Diskuswerfen, Klasse F35/36)
- Tahlia Rotumah
- Charlotte Saville
- Julie Smith, 1×  (200 Meter, Klasse T46)
- Noni Thompson
- Jodi Willis-Roberts, 1×  (Kugelstoßen, Klasse F12/13)
- Christine Wolf, 1×  (Weitsprung, Klasse F42), 1×  (100 Meter, Klasse T42)

Männer
- Zac Ashkanasy
- Jonathan Bernard
- Damien Bowen
- Aaron Chatman, 1×  (Hochsprung, Klasse F44/46) *
- Richard Colman, 1×  (200 Meter, Klasse T53), 1×  (400 Meter, Klasse T53)
- Roy Daniell
- Rod Farr
- Kurt Fearnley, 1×  (Marathon, Klasse T54), 2×  (800 Meter, 5000 Meter; Klasse T54), 1×  (1500 Meter, Klasse T54)
- Dennis Fitzgerald
- Heath Francis, 3×  (100 Meter, 200 Meter, 400 Meter; Klasse T46) *
- Gerrard Gosens
- Greg Hibberd
- Bruce Jones
- Hamish MacDonald
- Wade McMahon
- Christopher Mullins *
- Richard Nicholson
- Evan O’Hanlon, 2×  (100 Meter, 200 Meter; Klasse T38)
- Paul Pearce
- Paul Raison, 1×  (Kugelstoßen, Klasse F44) *
- Michael Roeger
- Brad Scott, 1×  (800 Meter, Klasse T37)
- Russell Short
- Ian Speed
- Tim Sullivan *
- Christopher Tagg
- Darren Thrupp *
- Julien Wicks
- Stephen Wilson *

|*Staffelrennen
| Frauen 4×100 Meter (Klasse T53/54) (Silber )                         | Männer 4×100 Meter (Klasse T35-T38) (Gold )                          | Männer 4×100 Meter (Klasse T42-T46) (Bronze )                  |
| -------------------------------------------------------------------- | -------------------------------------------------------------------- | -------------------------------------------------------------- |
| - Angie Ballard - Christie Dawes - Jemima Moore - Madison de Rosario | - Christopher Mullins - Evan O’Hanlon - Tim Sullivan - Darren Thrupp | - Aaron Chatman - Heath Francis - Paul Raison - Stephen Wilson |

### Powerlifting (Bankdrücken)
Frauen
- Deahnne McIntyre

Männer
- Abede Fekadu
- Darren Gardiner, 1×  (Klasse über 100 kg)

### Radsport
Frauen
- Jane Armstrong
- Toireasa Gallagher *
- Lindy Hou *
- Felicity Johnson
- Mel Leckie
- Jayme Paris, 1×   (500-Meter-Bahnzeitfahren, Klasse LC3-4/CP3)
- Felicity Johnson *
- Katie Parker *

Männer
- Greg Ball, 1×   (1000-Meter-Bahnzeitfahren, Klasse LC3-4)
- Ben Demery *
- Michael Gallagher, 1×  (Einerverfolgung Bahn, Klasse LC1), 1×  (Einzelstraßenrennen, Klasse LC1/LC2/CP4)
- Steven George *
- Shaun Hopkins *
- Tyson Lawrence *
- Bryce Lindores *
- Michael Milton
- Kieran Modra *
- Christopher Scott, 1×  (Einerverfolgung Bahn, Klasse CP4), 1×  (Einzelzeitfahren Straße, Klasse CP4), 1×  (1000-Meter-Bahnzeitfahren, Klasse CP4)

|*Bahnwettbewerbe der Blinden
| Frauen Einerverfolgung Klasse B&VI 1-3 | Frauen 1000-Meter-Zeitfahren Klasse B&VI 1-3                       | Männer Sprint Klasse B&VI 1-3 | Männer Einerverfolgung Klasse B&VI 1-3                           | Männer 1000-Meter-Zeitfahren Klasse B&VI                     |
| -------------------------------------- | ------------------------------------------------------------------ | ----------------------------- | ---------------------------------------------------------------- | ------------------------------------------------------------ |
| - Toireasa Gallagher - Lindy Hou       | - Felicity Johnson - Katie Parker - Toireasa Gallagher - Lindy Hou | - Ben Demery - Shaun Hopkins  | - Tyson Lawrence - Kieran Modra - Steven George - Bryce Lindores | - Ben Demery - Shaun Hopkins - Tyson Lawrence - Kieran Modra |

### Reiten
Frauen
- Grace Bowman
- Georgia Bruce, 2×  (Einzel Championship, Einzel Kür; Grad IV)
- Sharon Jarvis
- Nicole Kullen
- Jan Pike

### Rollstuhlbasketball
| Frauen (Bronze ) | Männer (Gold ) |
| --- | --- |
| - Clare Burzynski - Shelley Chaplin - Cobi Crispin - Melanie Domaschenz - Kylie Gauci - Melanie Hall - Katie Hill - Bridie Kean - Tina McKenzie - Kathleen O'Kelly-Kennedy - Sarah Stewart - Liesl Tesch (C) | - Dylan Alcott - Brendan Dowler - Justin Eveson - Michael Hartnett - Adrian King - Tristan Knowles - Grant Mizens - Brad Ness (C) - Shaun Norris - Troy Sachs - Tige Simmons - Brett Stibners |

(C)  Kapitän der Mannschaft

### Rollstuhlrugby
| Mixed (Silber ) |
| --- |
| - Bryce Alman - Ryley Batt - Grant Boxall - Shane Brand - Cameron Carr - Nazim Erdem - George Hucks - Steve Porter (C) - Ryan Scott - Greg Smith - Scott Vitale |

(C) Kapitän der Mannschaft

### Rollstuhltennis
Frauen
- Daniela Di Toro

Männer
- Michael Dobbie
- Ben Weekes

### Rudern
Frauen
- Kathryn Ross

Männer
- John Maclean
- Dominic Monypenny

| Zweier Mixed (Silber )        |
| ----------------------------- |
| - Kathryn Ross - John Maclean |

### Schießen
Frauen
- Libby Kosmala

Männer
- Ashley Adams
- Sebastian Hume
- Jason Maroney

### Schwimmen
Frauen
- Sarah Bowen, 1×  (100 Meter Brust, Klasse SB6)
- Ellie Cole, 1×  (100 Meter Schmetterling, Klasse S9), 2×  (100 Meter Rücken, 400 Meter Freistil; Klasse S9)
- Amanda Drennan
- Jacqueline Freney, 3×  (50 Meter, 100 Meter, 400 Meter Freistil; Klasse S8)
- Samantha Gandolfo
- Marayke Jonkers, 1×  (150 Meter Lagen, Klasse SM4)
- Katrina Lewis, 1×  (50 Meter Freistil, Klasse S10)
- Sian Lucas
- Hannah MacDougall
- Tarryn McGaw
- Rhiannon Oliver
- Esther Overton
- Katrina Porter, 1×  (100 Meter Rücken, Klasse S7)
- Shelley Rogers
- Sarah Rose
- Teigan van Roosmalen
- Prue Watt
- Annabelle Williams, 1×  (100 Meter Schmetterling, Klasse S9)

Männer
- Michael Anderson, 1×  (100 Meter Rücken, Klasse S10)
- Ben Austin *
- Daniel Bell
- Sam Bramham *
- Blake Cochrane, 1×  (100 Meter Brust, Klasse SB7)
- Matthew Cowdrey, 4×  (5 Meter + 100 Meter Freistil, 100 Meter Rücken, Klasse S9; 200 Meter Lagen, Klasse SM9), 2×  (100 Meter Schmetterling, 400 Meter Freistil; Klasse S9) *
- Jay Dohnt, 1×  (400 Meter Freistil, Klasse S7)
- Alex Hadley
- Brenden Hall
- Peter Leek, 2×  (100 Meter Schmetterling, Klasse S8; 200 Meter Lagen, Klasse SM8), 3×  (100 Meter Rücken, 50 Meter + 400 Meter Freistil; Klasse S8), 1×  (100 Meter Freistil, Klasse S8) *
- Matt Levy
- Jeremy McClure
- Ricardo Moffatti
- Stephen Osborne
- Andrew Pasterfield
- Rick Pendleton, 1×  (200 Meter Lagen, Klasse SM10) *
- Jeremy Tidy

|* Staffelrennen
| Männer 4×100 Meter Freistil Klasse 34 Punkte (Silber )    | Männer 4×100 Meter Lagen Klasse 34 Punkte (Gold )            |
| --------------------------------------------------------- | ------------------------------------------------------------ |
| - Ben Austin - Sam Bramham - Matthew Cowdrey - Peter Leek | - Ben Austin - Matthew Cowdrey - Peter Leek - Rick Pendleton |

### Segeln
Frauen
- Rachael Cox

Männer
- Russell Boaden
- Daniel Fitzgibbon
- Colin Harrison
- Aaron Hill
- Graeme Martin

| Zweier-Kielboot (Skud) (Silber )  | Dreier-Kielboot (Sonar) (Bronze )                 |
| --------------------------------- | ------------------------------------------------- |
| - Rachael Cox - Daniel Fitzgibbon | - Russell Boaden - Colin Harrison - Graeme Martin |

### Tischtennis
Frauen
- Rebecca Julian
- Sarah Lazzaro